# Franco Zuculini
Franco Zuculini (La Rioja, 5 settembre 1990) è un dirigente sportivo ed ex calciatore argentino, di ruolo centrocampista, attuale team manager del Racing Club.

## Biografia
È il fratello maggiore di Bruno Zuculini, calciatore di ruolo centrocampista. I due hanno giocato insieme con la maglia del Racing nel 2011 e del Verona nel 2017. Date le sue origini, possiede anche il passaporto italiano.
Coltiva una grande passione per l'arte e soprattutto per la musica.

## Caratteristiche tecniche
È un centrocampista centrale grintoso e rapido, dotato di temperamento. Destro naturale, unisce una buona visione di gioco a interventi decisi quanto pericolosi, come la "cabezona", ovvero un tackle con la testa.

## Carriera

### Club

#### L'esordio al Racing Avellaneda
Cresciuto nelle giovanili del Racing Avellaneda, esordisce in prima squadra a 17 anni, il 13 aprile 2008, nell'incontro casalingo contro l'Arsenal Sarandí, vinto per 1-0. Colleziona altre 8 presenze nell'ultima parte del Torneo di Clausura 2008, di cui 2 dal primo minuto. Nella stagione 2008-2009 viene aggregato alla prima squadra. Il 3 ottobre 2008 firma il suo primo gol da professionista, aprendo le marcature nel match casalingo contro il Rosario Central, vinto per 4-1.

#### Il passaggio all'Hoffenheim e i vari prestiti

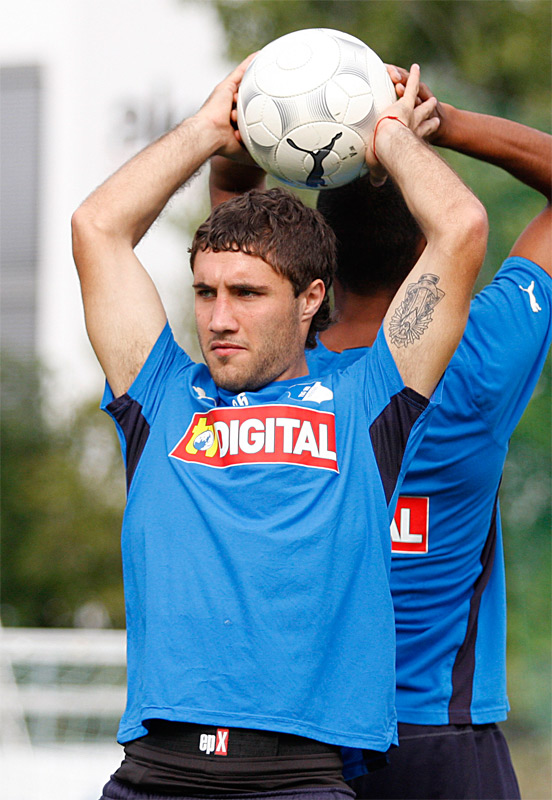
Franco Zuculini in allenamento con la maglia dell'Hoffenheim nel 2009.

Il 21 giugno 2009 viene acquistato dai tedeschi dell'Hoffenheim per 4,6 milioni di euro. Nella stagione 2009-2010 colleziona 7 presenze in Bundesliga, coronate da un gol messo a segno il 24 ottobre 2009 nella vittoria per 3-0 dell'Hoffenheim sul Norimberga. Il 24 luglio 2010 viene raggiunto un accordo tra l'Hoffenheim ed il Genoa per il passaggio in rossoblù a titolo temporaneo del giocatore. Il 28 agosto 2010 fa il suo esordio nella gara vinta contro l'Udinese. Dopo aver collezionato 4 presenze in Serie A e 2 in Coppa Italia, l'8 febbraio 2011 torna al Racing Avellaneda in prestito fino al 30 giugno 2011, con opzione per un ulteriore anno.

#### Il trasferimento al Real Saragozza
Il 12 agosto 2011 passa in prestito oneroso annuale da 4,7 milioni di euro, con diritto di riscatto dell'intero cartellino al Real Saragozza Esordisce in Primera División con la squadra aragonese il 28 agosto, partendo da titolare nella partita persa per 6-0 alla Romareda contro il Real Madrid.
Concluso il prestito al Real Saragozza il 31 maggio 2012 rescinde il proprio contratto con l'Hoffenheim, per poi sottoscrivere un triennale con il club aragonese nel quale aveva militato nella stagione 2011-2012.
Il 16 agosto 2013 rescinde il contratto e rimane svincolato.

#### Arsenal Sarandí e Bologna
Il 22 gennaio 2014 firma un contratto con l'Arsenal Sarandi fino al 30 giugno seguente.
L'8 luglio 2014 firma un contratto biennale con il Bologna. A metà stagione segna ben tre gol in maglia rossoblù contro le squadre Latina, Livorno e Catania. Segna questi gol tutti alla stessa maniera: con un destro a rasoterra angolato.
Il 1º aprile 2015, in occasione del match perso 3-0 contro il Carpi, si lesiona il legamento crociato anteriore del ginocchio destro, concludendo anzitempo la stagione. Il 20 novembre seguente, dopo più di sette mesi dall'infortunio, torna ad allenarsi con la squadra emiliana.

#### Hellas Verona e Colón, Venezia
L'8 luglio 2016 viene ingaggiato dal Verona per il campionato di Serie B 2016-17 con la quale firma un contratto di un anno e chiude la stagione con 14 presenze in campionato e 1 gol,  segnato nel terzo turno della gara interna contro il Crotone, dove al 79º segna il definitivo 2-1 che permette alla sua squadra di passare il turno.
Il 12 luglio 2017, ha accettato un nuovo accordo biennale con la società scaligera. Nel campionato 2017-18 esordisce in Serie A con l'Hellas, dopo l'ennesimo infortunio, il 17 dicembre 2017, giocando gli ultimi 5 minuti nella splendida vittoria per 3-0 sul Milan. Rimasto svincolato, nell'estate 2018 torna in patria firmando per il Colón.
Il 25 luglio 2019 fa ritorno in Italia dopo un anno firmando con il Venezia per una stagione con opzione per un'ulteriore annata. Debutta con i lagunari l'11 agosto successivo, in Coppa Italia, andando subito a segno nel 2-1 interno al Catania.

#### Defensor Sporting e SPAL
Dopo non avere rinnovato il proprio contratto con i veneti, il 2 ottobre 2020 firma per gli uruguagi del Defensor Sporting.
A fine stagione rimane svincolato dal club sudamericano, e il 26 agosto 2021 fa ritorno in Italia accasandosi alla SPAL.

### Nazionale
Con la Nazionale Under-20 argentina prende parte al Campionato sudamericano Under-20 2009 disputatosi in Venezuela, collezionando 6 presenze.
Esordisce in nazionale maggiore il 20 maggio 2009, a 18 anni, 8 mesi e 15 giorni, nell'amichevole contro Panama, vinta 3-1 dall'Albiceleste.

## Statistiche

### Presenze e reti nei club
Statistiche aggiornate al 29 aprile 2024.
| Stagione                 | Squadra                  | Campionato               | Campionato | Campionato | Coppe nazionali | Coppe nazionali | Coppe nazionali | Coppe continentali | Coppe continentali | Coppe continentali | Altre coppe | Altre coppe | Altre coppe | Totale | Totale |
| Stagione                 | Squadra                  | Comp                     | Pres       | Reti       | Comp            | Pres            | Reti            | Comp               | Pres               | Reti               | Comp        | Pres        | Reti        | Pres   | Reti   |
| ------------------------ | ------------------------ | ------------------------ | ---------- | ---------- | --------------- | --------------- | --------------- | ------------------ | ------------------ | ------------------ | ----------- | ----------- | ----------- | ------ | ------ |
| 2007-2008                | Racing Avellaneda        | PD                       | 9          | 0          | -               | -               | -               | -                  | -                  | -                  | -           | -           | -           | 9      | 0      |
| 2008-2009                | Racing Avellaneda        | PD                       | 29         | 2          | -               | -               | -               | -                  | -                  | -                  | -           | -           | -           | 29     | 2      |
| 2009-2010                | Hoffenheim               | BL                       | 7          | 1          | CG              | 1               | 0               | -                  | -                  | -                  | -           | -           | -           | 8      | 1      |
| 2010-feb. 2011           | Genoa                    | A                        | 5          | 0          | CI              | 2               | 0               | -                  | -                  | -                  | -           | -           | -           | 7      | 0      |
| feb.-giu. 2011           | Racing Avellaneda        | PD                       | 15         | 0          | -               | -               | -               | -                  | -                  | -                  | -           | -           | -           | 15     | 0      |
| Totale Racing Avellaneda | Totale Racing Avellaneda | Totale Racing Avellaneda | 53         | 2          |                 | -               | -               |                    | -                  | -                  |             | -           | -           | 53     | 2      |
| 2011-2012                | Real Saragozza           | PD                       | 21         | 0          | CR              | 2               | 0               | -                  | -                  | -                  | -           | -           | -           | 23     | 0      |
| 2012-2013                | Real Saragozza           | PD                       | 16         | 1          | CR              | 4               | 1               | -                  | -                  | -                  | -           | -           | -           | 20     | 2      |
| Totale Real Saragozza    | Totale Real Saragozza    | Totale Real Saragozza    | 37         | 1          |                 | 6               | 1               |                    | -                  | -                  |             | -           | -           | 43     | 2      |
| gen.-giu. 2014           | Arsenal Sarandi          | PD                       | 12         | 0          | -               | -               | -               | CL                 | 6                  | 0                  | -           | -           | -           | 18     | 0      |
| 2014-2015                | Bologna                  | B                        | 28         | 3          | CI              | 0               | 0               | -                  | -                  | -                  | -           | -           | -           | 28     | 3      |
| 2015-2016                | Bologna                  | A                        | 1          | 0          | CI              | 0               | 0               | -                  | -                  | -                  | -           | -           | -           | 1      | 0      |
| Totale Bologna           | Totale Bologna           | Totale Bologna           | 29         | 3          |                 | 0               | 0               |                    | -                  | -                  |             | -           | -           | 29     | 3      |
| 2016-2017                | Verona                   | B                        | 14         | 0          | CI              | 2               | 1               | -                  | -                  | -                  | -           | -           | -           | 16     | 1      |
| 2017-2018                | Verona                   | A                        | 11         | 0          | CI              | 1               | 0               | -                  | -                  | -                  | -           | -           | -           | 12     | 0      |
| Totale Hellas Verona     | Totale Hellas Verona     | Totale Hellas Verona     | 25         | 0          |                 | 3               | 1               |                    | -                  | -                  |             | -           | -           | 28     | 1      |
| 2018-2019                | Colón                    | PD                       | 15         | 0          | CA              | 0               | 0               | CS                 | 2                  | 0                  | -           | -           | -           | 17     | 0      |
| 2019-2020                | Venezia                  | B                        | 18         | 0          | CI              | 2               | 1               | -                  | -                  | -                  | -           | -           | -           | 20     | 1      |
| 2020-2021                | Defensor                 | PD                       | 8          | 0          | -               | -               | -               |                    | -                  | -                  | -           | -           | -           | 8      | 0      |
| 2021-2022                | SPAL                     | B                        | 5          | 0          | CI              | -               | -               |                    | -                  | -                  |             | -           | -           | 5      | 0      |
| 2022-2023                | SPAL                     | B                        | 4          | 0          | CI              | 0               | 0               | -                  | -                  | -                  | -           | -           | -           | 4      | 0      |
| Totale SPAL              | Totale SPAL              | Totale SPAL              | 9          | 0          |                 | 0               | 0               |                    | -                  | -                  |             | -           | -           | 9      | 0      |
| Totale carriera          | Totale carriera          | Totale carriera          | 218        | 7          |                 | 14              | 3               |                    | 8                  | 0                  |             | -           | -           | 240    | 10     |

### Cronologia presenze e reti in nazionale
| Cronologia completa delle presenze e delle reti in nazionale ― Argentina | Cronologia completa delle presenze e delle reti in nazionale ― Argentina | Cronologia completa delle presenze e delle reti in nazionale ― Argentina | Cronologia completa delle presenze e delle reti in nazionale ― Argentina | Cronologia completa delle presenze e delle reti in nazionale ― Argentina | Cronologia completa delle presenze e delle reti in nazionale ― Argentina | Cronologia completa delle presenze e delle reti in nazionale ― Argentina | Cronologia completa delle presenze e delle reti in nazionale ― Argentina |
| Data                                                                     | Città                                                                    | In casa                                                                  | Risultato                                                                | Ospiti                                                                   | Competizione                                                             | Reti                                                                     | Note                                                                     |
| ------------------------------------------------------------------------ | ------------------------------------------------------------------------ | ------------------------------------------------------------------------ | ------------------------------------------------------------------------ | ------------------------------------------------------------------------ | ------------------------------------------------------------------------ | ------------------------------------------------------------------------ | ------------------------------------------------------------------------ |
| 20-5-2009                                                                | Santa Fe                                                                 | Argentina                                                                | 3 – 1                                                                    | Panama                                                                   | Amichevole                                                               | -                                                                        | 57’                                                                      |
| Totale                                                                   |                                                                          | Presenze                                                                 | 1                                                                        |                                                                          | Reti                                                                     | 0                                                                        |                                                                          |

## Palmarès

### Club

#### Competizioni giovanili
- Supercoppa Primavera: 1

Genoa: 2010